# Laugna
Laugna er en kommune i Landkreis Dillingen an der Donau i Regierungsbezirk Schwaben i den tyske delstat Bayern, med cirka 1.550 indbyggere. Den er en del af Verwaltungsgemeinschaft Wertingen.

## Geografi
Laugna ligger i Region Augsburg.
I kommunen ligger landsbyerne Asbach, Bocksberg, Laugna og Osterbuch.